# Orthotrichum nipponense
Orthotrichum nipponense là một loài rêu trong họ Orthotrichaceae. Loài này được Nog. mô tả khoa học đầu tiên năm 1968.